# Szlancsik Pál
Szlancsik Pál (1946-tól Szentpáli Pál), (Cserhátsurány, 1894. augusztus 1. – Salgótarján, 1966. október 12.) evangélikus lelkész, költő.

## Élete

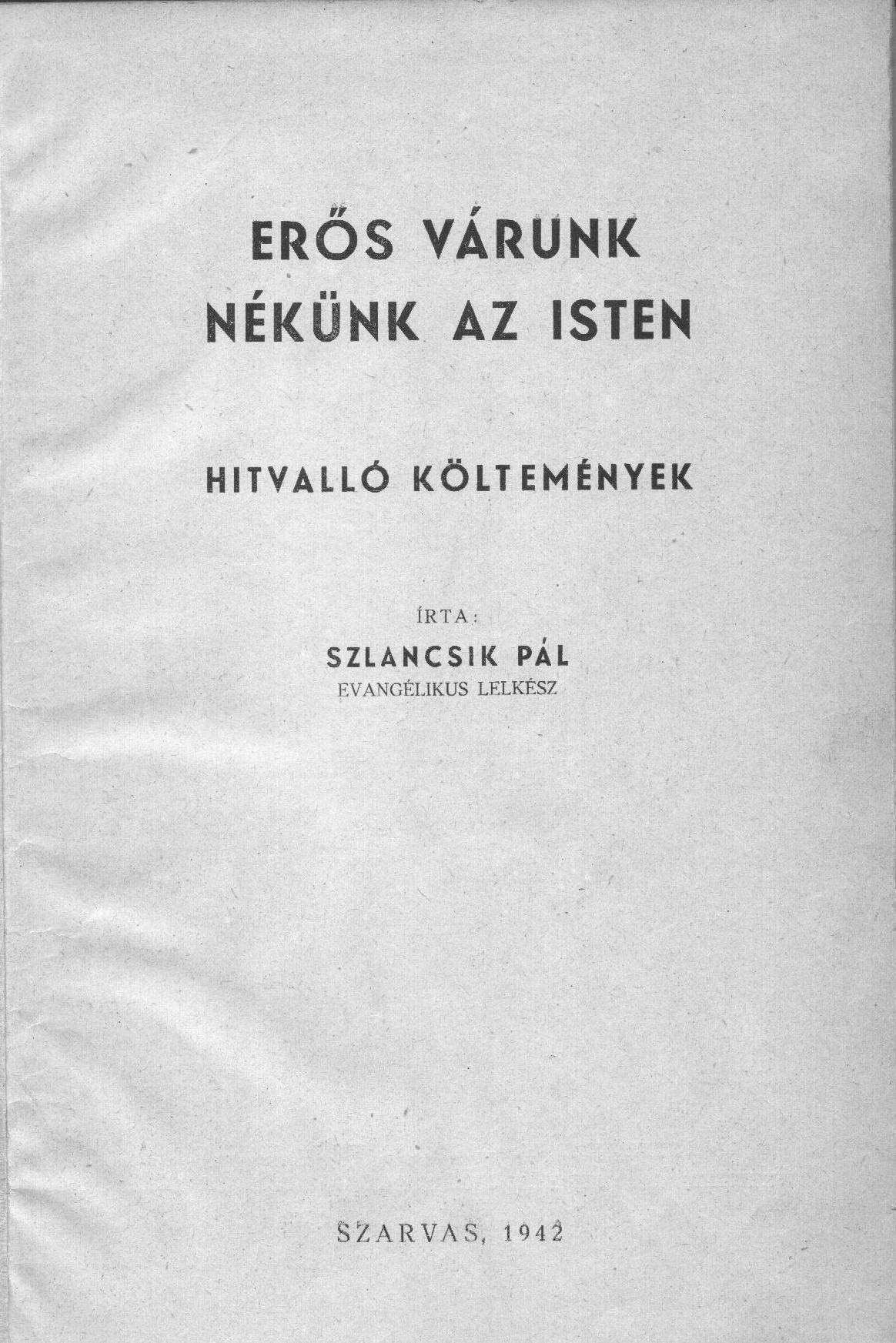
Verseskötetének címlapja

A Nógrád vármegyei Cserhátsurányban született 1894-ben. Édesapja, Szlancsik Pál (1863-1945) evangélikus lelkész Cserhátsurányban majd Terényben, édesanyja Hanulay Mária (1868-1948).
1912-ben érettségizett a Pozsonyi Evangélikus Líceumban. 1913-1916 között elvégezte a pozsonyi evangélikus teológiai akadémiát. Az első világháború alatt először a Vöröskeresztnél volt katonai betegápoló Pozsonyban és Klagenfurtban, majd tábori lelkész Klagenfurtban és Mostarban. Ezután a Nógrád vármegyei Terényben volt segédlelkész, majd Budapesten, Ózdon, Szarvason és Tótkomlóson szolgált. 1924-től 1955-ös nyugdíjazásáig Pusztaföldváron szolgált.
1928-ban nősült, felesége kisjeszeni Jeszenszky Ilona (1898-1977) óvónő. Gyermekei: Pál (1930-1988), Ilona (1932), Károly (1934), László (1938-2008).
A lelkészi hivatás példaszerű elvégzése mellett szívesen részt vett a falu közéleti munkájában. 1944 őszén az ő szorgalmazására indult meg a tanítás Pusztaföldváron. Mivel a tanítók egy része elmenekült, más része katona volt, ő is beállt tanítani az I. és II. osztályba. Maga köré gyűjtötte a középiskolásokat is, akiket ellenszolgáltatás nélkül felkészített a következő évfolyam anyagából, hogy magánvizsgát tehessenek.
Szabadidejében szívesen verselt. Munkái a korabeli újságokban gyakorta megjelentek. Önálló kötete Erős várunk nékünk az Isten címmel jelent meg 1942-ben, magánkiadásban. Egyik versét beválogatták a Szarvasi Evangélikus Énekeskönyvbe is (260. ének).
Nagynénje, Božena Slančíková (1867-1951), írói nevén Timrava, a szlovák irodalom jeles alakja.

## Írásai
- Erős várunk nékünk az Isten, Szarvas, 1942., magánkiadás
- A Szarvasi Evangélikus Énekeskönyv 260. számú éneke.